# Karl Marlantes
Karl Marlantes est un écrivain américain, né le 24 décembre 1944 à Seaside, dans l'Oregon (États-Unis d'Amérique). Il est l'auteur du roman Retour à Matterhorn qui, dans sa version originale, a été classé dans les meilleures ventes d'Amazon en mars 2010 et du New York Times en avril 2010. Le roman, « l'un des plus profonds et émouvants qui aient été écrits sur la guerre du Vietnam » d'après le New York Times, raconte l'arrivée d'un jeune lieutenant réserviste du corps des Marines au Vietnam, où il prend le commandement d'une compagnie qui va avoir pour cadre d'opérations pendant quelques semaines la grande colline Matterhorn.
Le roman s'inspire de l'expérience de Karl Marlantes au Vietnam comme lieutenant du Corps des Marines des États-Unis. Comme militaire, Karl Marlantes reçut diverses récompenses: décoré de la Navy Cross, de la Bronze Star, de deux Commendation Medal de la Marine avec chacune l'agrafe "V" (pour Valor, qui signifie bravoure), deux Purple Heart et dix Air Medal

## Œuvres traduites en  français
- Retour à Matterhorn, [« Matterhorn »], trad. de Suzy Borello, Paris, Éditions Calmann-Lévy, 2012, 602 p.  (ISBN 978-2-7021-4207-3)
- Partir à la guerre, [« What It Is Like to Go to War »], trad. de Suzy Borello, Paris, Éditions Calmann-Lévy, 2013, 230 p.  (ISBN 978-2-7021-4421-3)
- Faire bientôt éclater la terre, [« Deep River »], trad. de Suzy Borello, Paris, Éditions Calmann-Lévy, 2022, 856 p.  (ISBN 978-2-7021-8031-0)